# Armillaire sans anneau
Armillaria tabescens
Espèce
L'armillaire sans anneau (Armillaria tabescens) est un champignon basidiomycète du genre Armillaria et de la famille des Physalacriaceae.